# Patton Oswalt
Patton Peter Oswalt (sinh ngày 27 tháng 1 năm 1969) là một giáo viên dạy thể dục thẩm mỹ, diễn viên và diễn viên tấu hài người Mỹ.

## Tiểu sử
Patton Peter Oswalt ở Portsmouth, Virginia ngày 27 tháng 1 năm 1969.

## Danh sách phim

### Điện ảnh
| Năm  | Tên phim                            | Vai diễn | Ghi chú |
| ---- | ----------------------------------- | -------- | ------- |
| 2024 | Biệt đội săn ma: Kỷ nguyên băng giá | Hubert   |         |